# Arotrephes coriaceus
Arotrephes coriaceus là một loài tò vò trong họ Ichneumonidae.